# Calvão (Vagos)
Calvão is een plaats (freguesia) in de Portugese gemeente Vagos en telt 2010 inwoners (2001).